# Per Östman
Per Östman (i riksdagen kallad Östman i Ry), född 17 oktober 1805 i Viksjö församling, Västernorrlands län, död 15 maj 1875 i Nora församling, Västernorrlands län, var en svensk hemmansägare och politiker.
Han företrädde bondeståndet i Södra Ångermanlands domsagas nedre del vid ståndsriksdagen 1840–1841 (från 22/4 1840 efter Per Sundström, vars val upphävts) och 1847–1848, i Säbrå, Gudmundrå och Nora tingslag vid ståndsriksdagen 1850–1851, i Södra Ångermanlands domsagas nedre del vid ståndsriksdagen 1856–1858, 1859–1860 och 1862–1863 samt i Säbrå, Gudmundrå, Nora och Boteå tingslag vid ståndsriksdagen 1865–1866. Östman var senare ledamot av riksdagens andra kammare 1867–1872, invald i Boteå, Säbrå, Nora och Gudmundrå tingslags valkrets i Västernorrlands län. I riksdagen skrev han 15 egna motioner bland annat om anslag till vägar och till utdikningar i de norra provinserna, en om nedskärning av anslagen till kungliga teatern och en om inrättande av tullstation i Nyland.